# Großkayna
Großkayna ist seit dem 1. Januar 2004 ein Ortsteil von Braunsbedra im Saalekreis in Sachsen-Anhalt.

## Geografische Lage

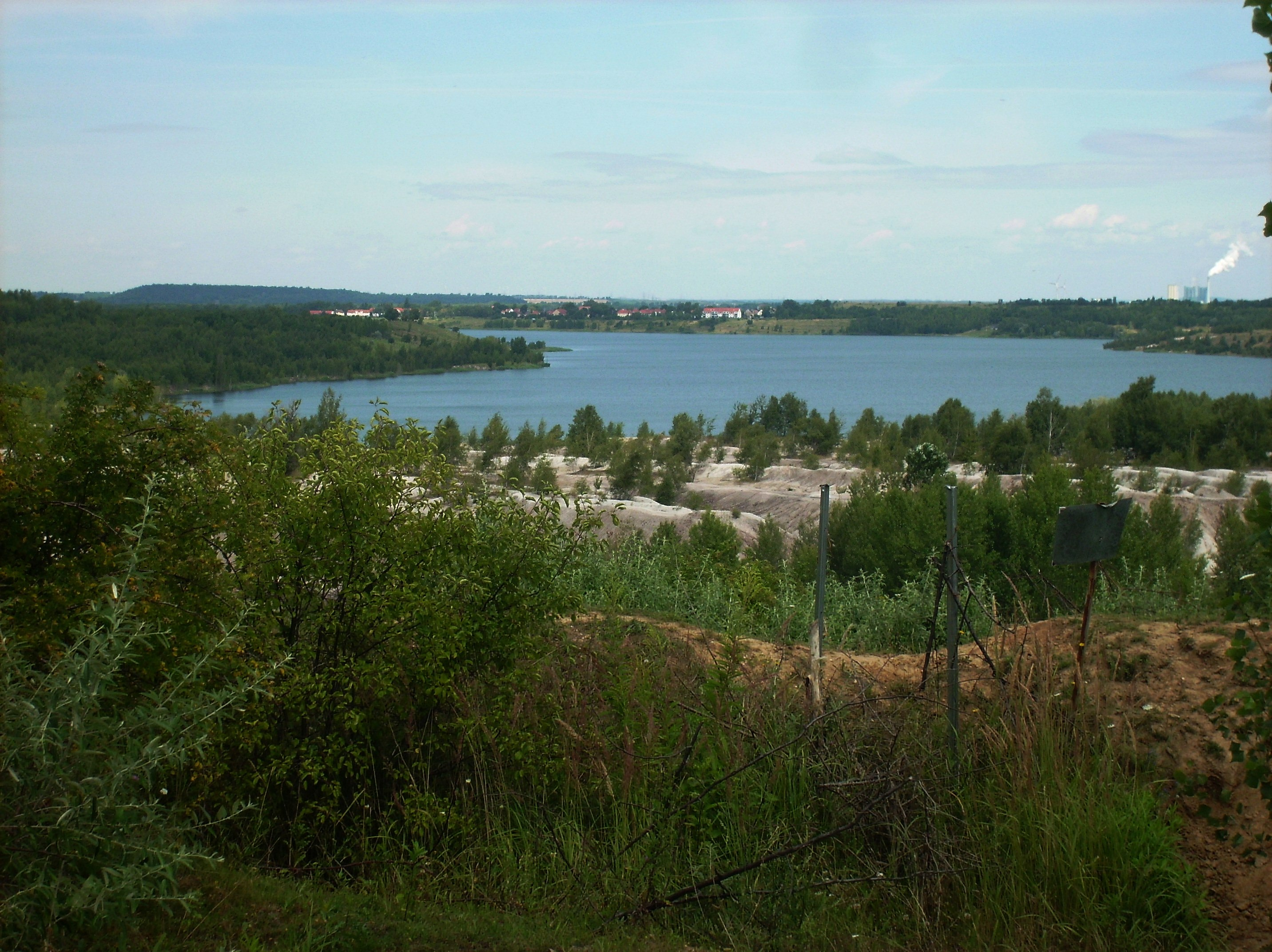
Bucht auf der Ostseite des Großkaynaer Sees

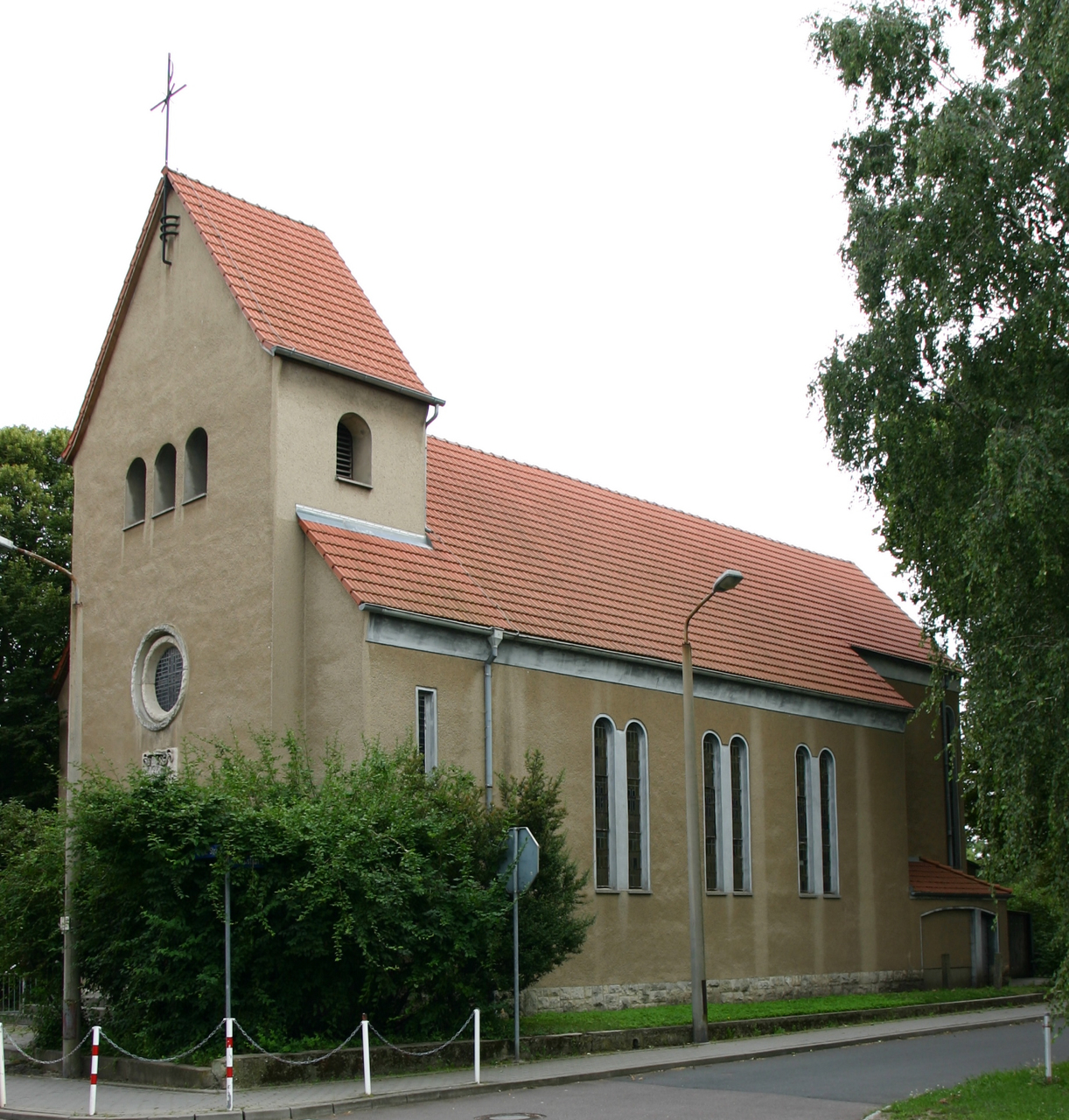
Ehemalige Kirche „Hl. Drei Könige“

Großkayna liegt im Geiseltal, östlich von Braunsbedra, an der Landstraße zwischen Mücheln (Geiseltal) und Merseburg. Großkayna grenzt an die aus Tagebaurestlöchern entstandenen Seen Runstedter See und Südfeldsee, der auch als Großkaynaer See bezeichnet wird.

## Geschichte
Ausgangspunkt der geschichtlichen Entwicklung des Ortsteils Großkayna ist eine Ansiedlung von Slawen bzw. Sorben, die um das Jahr 650 entstand. Der Ort gehörte bis 1815 zum kursächsischen Amt Weißenfels. Juristisch gehörte Großkayna zum Burgwerbener Gerichtsstuhl. Durch die Beschlüsse des Wiener Kongresses kam Großkayna zu Preußen und wurde 1816 dem Kreis Weißenfels im Regierungsbezirk Merseburg der Provinz Sachsen zugeteilt, zu dem es bis 1944 gehörte.
In den 1960er Jahren mussten Teile des Ortes dem Braunkohleabbau weichen. Im Bereich des Tagebaues „Großkayna“ wurden zwischen 1906 und 1972 ca. 160 Millionen Tonnen Braunkohle abgebaut. Aus dem Tagebau „Kayna-Süd“, wo die alten Dörfer Großkayna und Kleinkayna lagen, wurden zwischen 1948 und 1972 über 123 Millionen Tonnen Braunkohle gefördert. Vor der Überbaggerung lebten in Großkayna ca. 5000 Einwohner. Diese wurden zum überwiegenden Teil nach Merseburg-Süd bzw. -West oder Braunsbedra umgesiedelt.
Das heutige Großkayna entstand zum großen Teil in den 1920er Jahren durch den Wohnsiedlungsbau der Bergbau- und Energiebetriebe.
Großkayna hatte eine Dorfkirche St. Nikolai. Sie bestand aus einem Saalbau und einem romanischen Turm. Ende des 19. Jahrhunderts wurde sie restauriert, 1944 bei einem der Luftangriffe auf das Gebiet schwer beschädigt und bis 1958 in Zusammenhang mit dem Braunkohletagebau beseitigt. 1935 wurde die katholische Kirche „Heilige Drei Könige“ errichtet, sie wurde bis 2009 für Gottesdienste genutzt und im selben Jahr profaniert.

## Kultur und Sehenswürdigkeiten
- Der Südfeldsee wird touristisch erschlossen, während der Runstedter See wegen toxischer Altlasten weiterhin unter Bergaufsicht steht.
- Auf dem Friedhof findet sich eine Gedenkstele aus Granit für „Kurt Müller und acht unbekannte (deutsche) Soldaten“, auf einer Rasenfläche nahe hinter dem Eingang.
- Rundwege zum Fahrradfahren und Wandern an Südfeldsee und Geiseltalsee
- Häfen in den beiden Seen